# Bricket Wood Coven

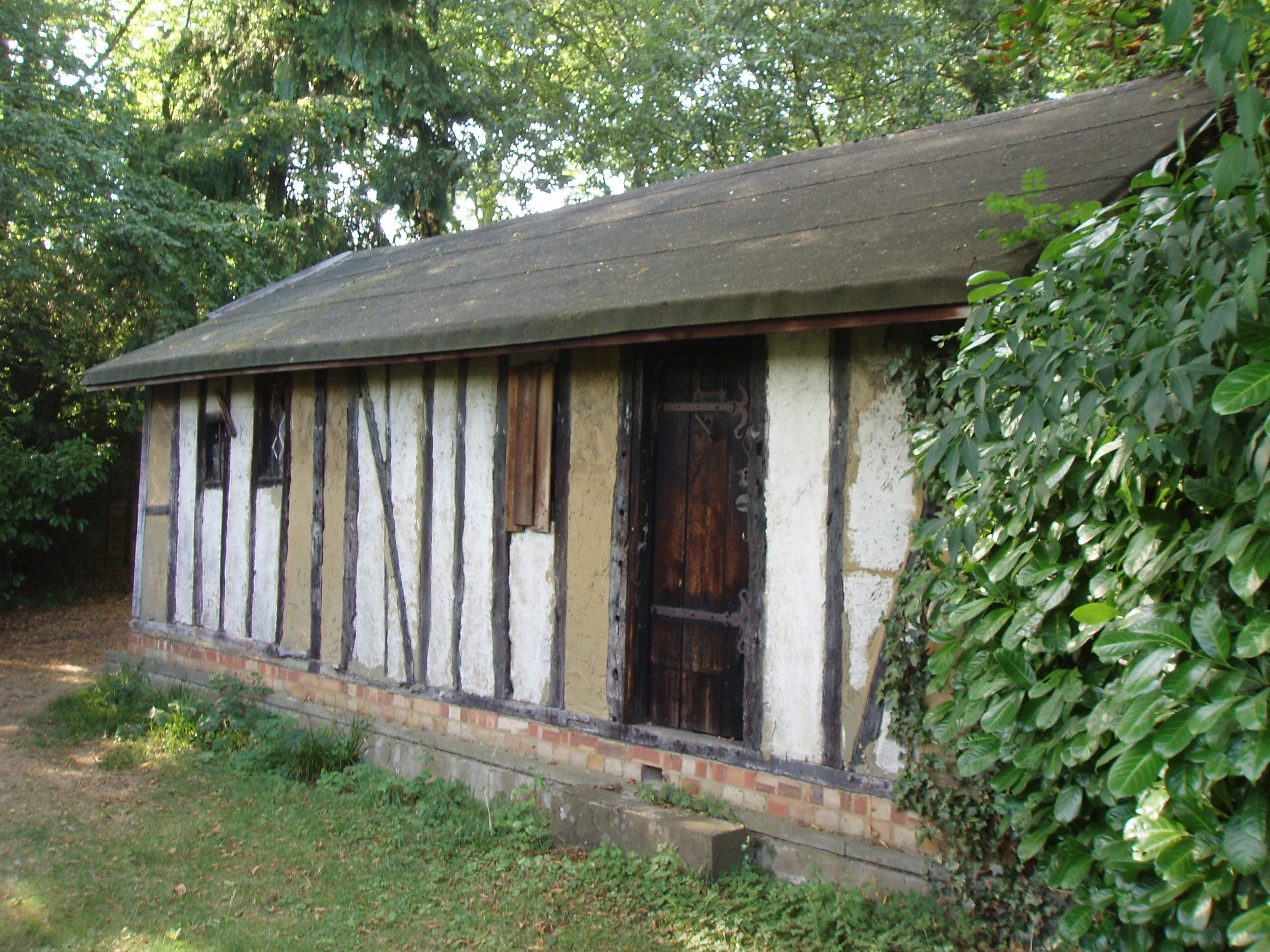
Die „Hexenhütte“, der ursprüngliche Treffpunkt des Coven

Der Bricket Wood Coven, selten auch Hertfordshire Coven, ist der weltweit erste Coven des gardenischen Wicca.
Gegründet wurde der Coven in Hertfordshire in den 1940er Jahren von Gerald B. Gardner und löste den New Forest Coven ab, in welchem Gardner selbst initiiert wurde. Mit dem Bricket Wood Coven wollte er seine nun schriftlich fixierten Traditionen des Wicca weitergeben können. Viele der bekanntesten Personen innerhalb des Wicca wurden durch diesen Coven initiiert, darunter beispielsweise Doreen Valiente, Jack Bracelin, Thelma Capel, Eleanor Bone und Lois Bourne. Der Coven besteht bis heute und ist damit der älteste noch aktive Coven in England.

## Geschichte

### 1946 – 1949
Gardner gründete den Coven im Jahre 1946, nachdem er mit seiner Frau Donna von New-Forest nach London umgezogen ist. Nachdem er den New Forest Coven verlassen hatte, verlor dieser langsam immer mehr Mitglieder und einige der ehemaligen Mitglieder zogen ihm nach London hinterher, oder ließen sich direkt in Bricket Wood nieder.
Gardner selbst war Hohepriester des Coven und setzte Dafo, welche schon im New Forest Coven Hohepriesterin war und Gardner dort initiierte, als Hohepriesterin ein.
Ein wesentlicher Unterschied zum New Forest Coven war, dass Gardner bereits vor seinem Umzug ein Gebäude, welches später als „Hexenhütte“ bekannt wurde, vom Fiveacres Nudisten Club abkaufte, der in Bricket Wood viele Waldflächen und umliegende Grundstücke besaß. Die Hexenhütte wurde vom Coven bis 1972 genutzt und war die erste heilige Stätte im Hexentum und Wicca, die nicht unter freiem Himmel war.

### 1950 – 1959
Am Jahresende von 1952 verließ Dafo den Coven, weil sie fand, dass Gardner zu viele Traditionen des Coven offenbaren würde und sie wollte, dass Wicca eine Mysterienreligion bleibt. An Mittsommer 1953 wurde Doreen Valiente von Gardner in den erst in den immer kleiner werdenden New Forest Coven und anschließend in den Bricket Wood Coven initiiert; zu. Sie folgte Gardner wenige Monate später ebenfalls nach Bricket Wood, womit das Ende des New Forest Coven endgültig besiegelt war, da sich alle nennenswerten Personen von ihm abgewendet hatten. Valiente hatte ein großes literarisches Talent und nahm schon bald den Platz von Dafo als Hohepriesterin des Coven ein. Gemeinsam mit Gardner schrieb sie das Buch der Schatten des Coven und verwaltete dieses.
1956 wurde Jack Bracelin in den Coven initiiert. Bracelin bemühte sich mit dem Nudisten-Club in Kontakt zu bleiben und hoffte, dass der Coven weitere Grundstücke des Clubs nutzen dürfte. Als allerdings das Central Council of British Naturism davon erfuhr, wurde behauptet, dass der Club zu einem „Deckmantel für Hexerei“ werden würde, woraufhin der Vorsitzende des CCOBN drohte, den Club aus dem Verein auszuschließen, was der Beziehung zwischen dem Coven und dem Club sehr schadete. Bracelin versuchte dies wieder gutzumachen, in dem er 1975 anbot, die Stromrechnung des Clubs zu übernehmen und fortan Miete für die Hexenhütte zu zahlen, da diese nicht mehr oft genutzt wurde und vom Club im Stand gehalten wurde.
Mitte der 1950er gewann der Coven noch mehr öffentliches Interesse, was dazu führte, dass Valiente Gardner darum bat, Regeln aufzustellen, um sicherzustellen, dass nicht noch mehr Mitglieder den Coven verlassen würden. Gardner folgte zwar der Bitte von Valiente, konnte sie und mehrere andere Mitglieder durch seine Regeln allerdings nicht zufriedenstellen, woraufhin auch Valiente  im Jahr 1957 den Coven wieder verließ und einen eigenen gründete.
1958 übernahm Thelma Capel, besser bekannt unter ihrem magischen Namen Dayonis, die Rolle der Hohepriesterin und schaffte es, die lang ersehnte Reformation des Coven herbeizuführen. Als Gardner eine Reise zu seinem neu gegründeten Museum of Witchcraft and Magic unternahm und sie daher die alleinige Entscheidungsmacht hatte, schaffte sie viele von den meisten als nicht mehr zeitgemäß betrachtete Dinge ab; fortan wurde nicht mehr skyclad praktiziert, sondern Roben getragen, während einer Initiation wurde man nicht mehr gefesselt, es wurden keine Rituale schlicht rezitiert, sondern gemeinsam getanzt und gesungen und der Coven begann anstelle von nur vier, alle acht Feste des Jahreskreises zu feiern, wie es heute in jeder Tradition des Wicca üblich ist.
1959 verließ auch Capel den Coven, allerdings nicht aus ähnlichen Gründen wie Dafo, oder Valiente, sondern weil sie nach Kanada umziehen wollte. Lois Bourne übernahm als ihre Nachfolgerin das Amt der Hohepriesterin.

### 1960 – 1969
Nach Gardners Tod im Jahre 1964 übernahm Bracelin das Amt des Hohepriesters und schaffte es gemeinsam mit Bourne die Reformationen von Capel fortzuführen und den Coven so wieder zu einem der beliebtesten in ganz England werden zu lassen. Gardner hatte in den letzten Monaten seines Lebens alle Grundstücke des Nudisten-Clubs aufgekauft und in seinem letzten Willen an Bracelin vermacht, der sich daraufhin immer mehr aus dem Coven zurückzog und sich eher organisatorischen Aufgaben widmete. Nachdem er sein Amt freiwillig niederlegte, übernahm Zachary Cox das Amt des Hohepriesters.

### 1970 – Heute
Bourne blieb bis zu ihrem Tod im Jahr 2017 Hohepriesterin des Coven. Wer das Amt von ihr übernommen hat, ist nicht bekannt.
Cox blieb ebenfalls bis 2017 Hohepriester des Coven, ob er verstarb oder das Amt freiwillig aufgab, ist nicht bekannt. Von ihm wurde Jean Morton Williams initiiert, welcher das Amt des Hohepriesters übernahm und es bis heute immer noch innehat. Mit ihm hat sich der Coven wieder mehr zurückgezogen und leistet zwar Öffentlichkeitsarbeit, verrät aber nicht mehr viel über seine aktuellen Mitglieder und die internen Strukturen.